# Podolia (tỉnh của Đế quốc Nga)
Tỉnh Podolia, còn gọi là tỉnh Podillia, là một tỉnh (guberniya) thuộc krai Tây Nam của Đế quốc Nga. Tỉnh Podolia giáp với tỉnh Volhynia ở phía bắc, tỉnh Kiev ở phía đông, tỉnh Kherson ở phía đông nam, tỉnh Bessarabia ở phía nam và Áo ở phía tây. Trung tâm hành chính của tỉnh là Kamenets-Podolsky (Kamianets-Podilskyi), sau đó chuyển đến Vinnitsa (Vinnytsia). Tỉnh này bao phủ một phần tỉnh Khmelnytskyi và hầu hết các tỉnh Vinnytsia của Ukraina hiện nay, cùng với một phần của Transnistria.

## Lịch sử

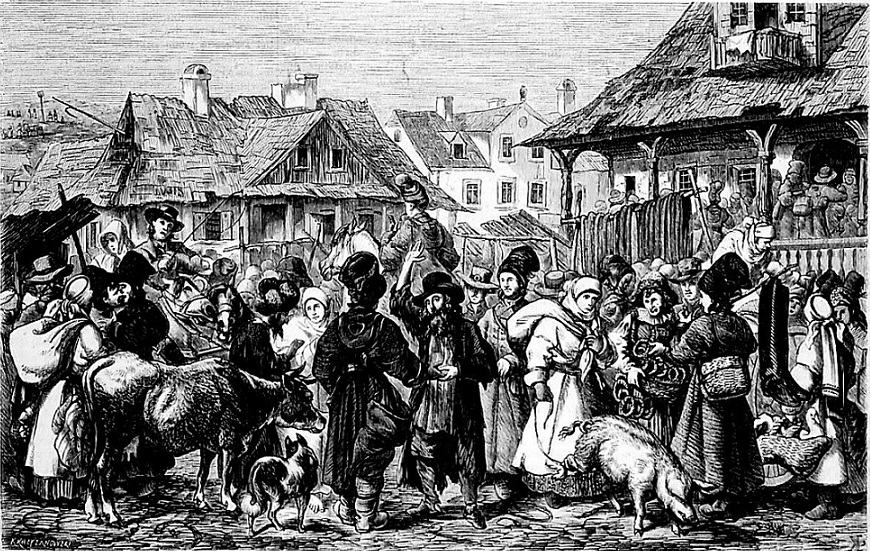
Một quang cảnh chợ tại Podolia, khoảng 1864

Tỉnh được thành lập sau phân chia Ba Lan lần thứ ba, được hình thành từ các tỉnh Bracław và Podole trước đây của Ba Lan, là một phần của krai Tây Nam cùng với tỉnh Volhynia và tỉnh Kiev. Thủ phủ của tỉnh được đặt tại Kamianets-Podilskyi, sau đó chuyển đến Vinnytsia. Tỉnh vẫn tồn tại cho đến cuộc cải cách hành chính của Cộng hòa Xã hội chủ nghĩa Xô viết Ukraina, giải thể tỉnh thành năm okruha.
Tỉnh Podolia chiếm giữ vùng biên giới phía tây nam của Đế quốc Nga, giáp với Áo-Hung và có diện tích khoảng 42.000 km². Trung tâm hành chính là Kamenets-Podolskiy cho đến năm 1914, sau đó chuyển đến Vinnytsia.
Tỉnh Podolia là một trong ba tỉnh của chính quyền krai Tây Nam. Năm 1917, nó được Chính phủ lâm thời Nga công nhận được quản lý bởi Tổng ban bí thư Ukraina với tư cách là đại diện của Chính phủ lâm thời Nga trong khu vực.

## Hành chính
Cho đến năm 1918 tỉnh gồm có 12 uyezd (huyện):
| Huyện             | Huyện              | Phố huyện         | Huy hiệu phố huyện | Diện tích                             | Dân số (1897) |
| Tên chuyển tự     | Tiếng Nga          | Phố huyện         | Huy hiệu phố huyện | Diện tích                             | Dân số (1897) |
| ----------------- | ------------------ | ----------------- | ------------------ | ------------------------------------- | ------------- |
| Baltsky           | Балтский           | Balta             |                    | 7.766,25 km2 (2.998,57 dặm vuông Anh) | 391.018       |
| Bratslavsky       | Брацлавский        | Bratslav          |                    | 3.079,93 km2 (1.189,17 dặm vuông Anh) | 241.868       |
| Vinnitsky         | Винницкий          | Vinnitsa          |                    | 2.980,92 km2 (1.150,94 dặm vuông Anh) | 248.314       |
| Gaysinsky         | Гайсинский         | Gaysin            |                    | 3.383,11 km2 (1.306,23 dặm vuông Anh) | 248.142       |
| Kamenets-Podolsky | Каменец-Подольский | Kamenets-Podolsky |                    | 2.884,19 km2 (1.113,59 dặm vuông Anh) | 266.350       |
| Letichevsky       | Летичевский        | Letichev          |                    | 2.699,14 km2 (1.042,14 dặm vuông Anh) | 184.477       |
| Litinsky          | Литинский          | Litin             |                    | 3.322 km2 (1.283 dặm vuông Anh)       | 210.502       |
| Mogilyovsky       | Могилёвский        | Mogilyov          |                    | 2.746,14 km2 (1.060,29 dặm vuông Anh) | 227.672       |
| Novoushitsky      | Новоушицкий        | Novaya Ushitsa    |                    | 2.840,26 km2 (1.096,63 dặm vuông Anh) | 223.312       |
| Olgopolsky        | Ольгопольский      | Olgopol           |                    | 4.008,14 km2 (1.547,55 dặm vuông Anh) | 284.253       |
| Proskurovsky      | Проскуровский      | Proskurov         |                    | 2.691,06 km2 (1.039,02 dặm vuông Anh) | 226.091       |
| Yampolsky         | Ямпольский         | Yampol            |                    | 3.618,01 km2 (1.396,92 dặm vuông Anh) | 266.300       |

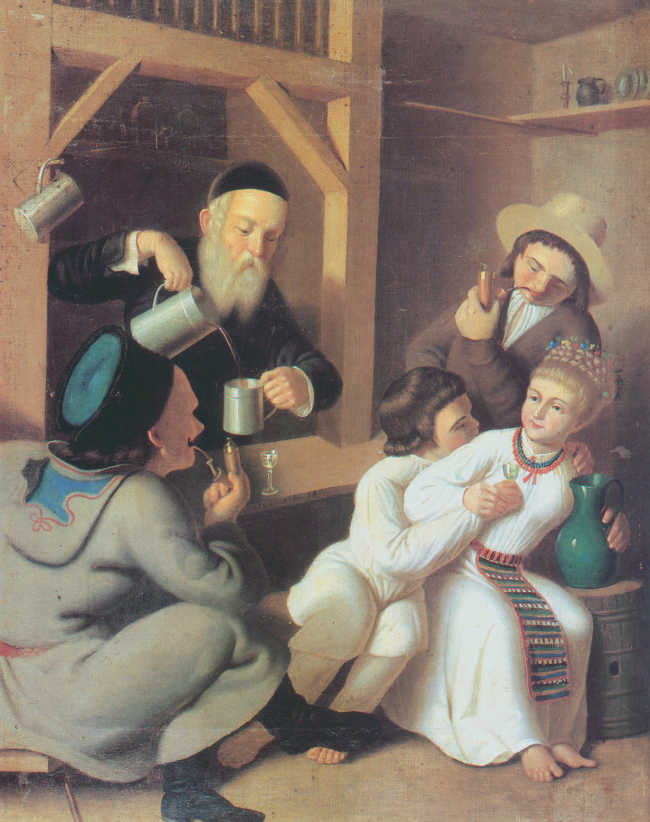
korchma Podolia

Vào ngày 12 tháng 4 năm 1923, tất cả các uyezd (huyện) được chuyển thành okruha (huyện), trong khi volost (khu) chuyển thành raion (khu). Okruha từng là một bộ phận của chính phủ cho đến khi nó bị bãi bỏ vào ngày 1 tháng 8 năm 1925. Cùng với chính phủ Podilia, okruha Haisyn cũng bị giải thể. Một số lãnh thổ của okruha Tulchyn được đưa vào Cộng hòa Xã hội chủ nghĩa Xô viết tự trị Moldavia.
- Vinnytsia
- Haisyn
- Kamianets
- Mohyliv
- Proskuriv
- Tulchyn

## Thành phố chính
Điều tra nhân khẩu Đế quốc Nga 1897:

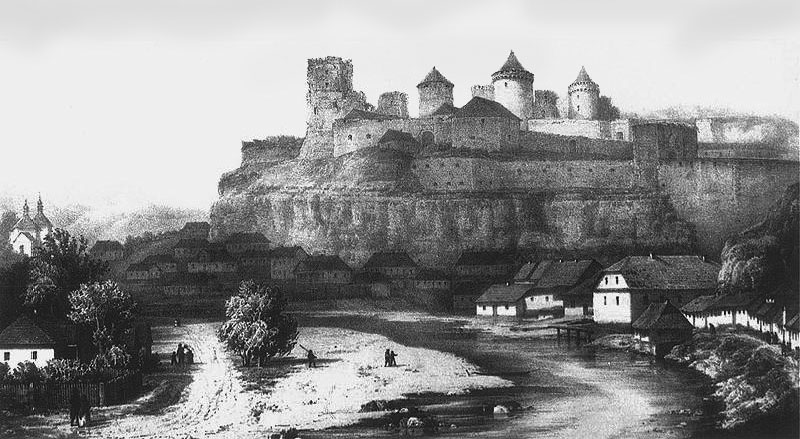
Kamenets/Podolsky

- Kamenets/Podolsky – 35 934 (người Do Thái – 16 112, người Ukraina – 9 755, người Nga – 7 420)
- Vinnitsa – 30 563 (người Do Thái – 11 456, người Ukraina – 10 862, người Nga – 5 206)
- Balta – 23 363 (người Do Thái – 13 164, người Nga – 5 385, người Ukraina – 4 124)
- Proskurov – 22 855 (người Do Thái – 11 369, người Ukraina – 4 425, người Nga – 3 483)
- Mogilev/Dnestr – 22 315 (người Do Thái – 12 188, người Ukraina – 6 512, người Nga – 2 668)
- Zhmerinka – 12 908
- Khmelnik – 11 657 (người Do Thái – 5 979, người Ukraina – 5 375, người Ba Lan – 150)
- Bar – 9 982 (người Do Thái – 5 764, người Ukraina – 3 332, người Nga – 485)
- Lityn – 9 420 (người Do Thái – 3 828, người Ukraina – 3 047, người Nga – 2 126)
- Gaysin – 9 374 (người Do Thái – 4 322, người Ukraina – 3 946, người Nga – 884)
- Olgopol – 8 134 (người Ukraina – 4 837, người Do Thái – 2 465, người Nga – 625)
- Bratslav – 7 863 (người Do Thái – 3 275, người Ukraina – 2 608, người Nga – 1 782)
- Letichev – 7 248 (người Do Thái – 4 105, người Ukraina – 1 719, người Ba Lan – 741)
- Yampol – 6 605 (người Ukraina – 3 282, người Do Thái – 2 819, người Nga – 275)
- Novaya Ushytsa – 6 371 (người Do Thái – 2 214, người Nga – 2 120, người Ukraina – 1 836)
- Staraya Ushytsa – 4 176 (người Ukraina – 2 488, người Do Thái – 1 584, người Ba Lan – 57)
- Salnitsa – 3 699 (người Ukraina – 2 758, người Do Thái – 899, người Ba Lan – 19)
- Verbovets – 2 311 (người Ukraina – 1 282, người Do Thái – 661, người Ba Lan – 326)

## Ngôn ngữ

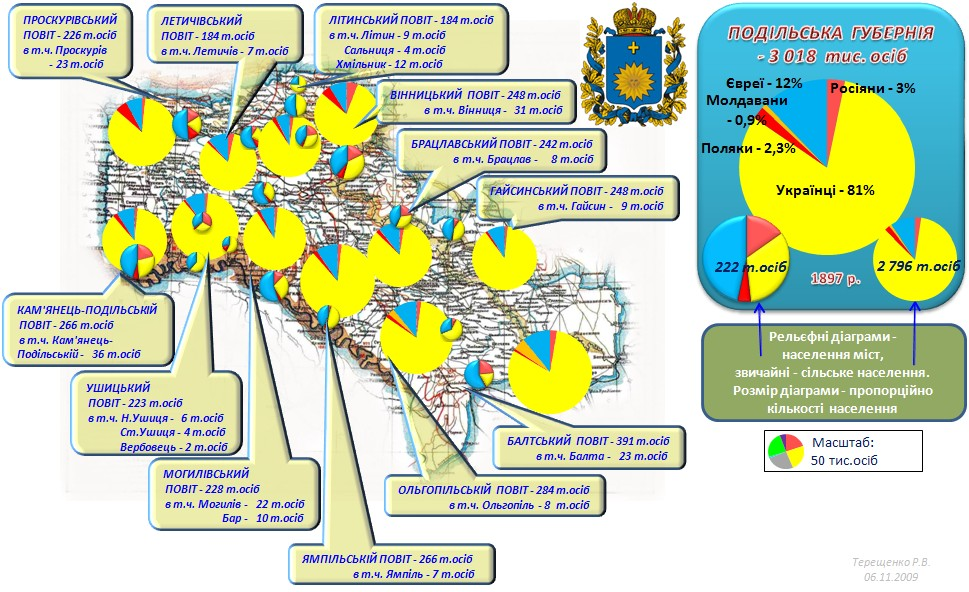
Điều tra nhân khẩu đế quốc năm 1897.

Theo Điều tra nhân khẩu của Đế quốc Nga vào ngày 28 tháng 1 [lịch cũ 15 tháng 1] 1897, tỉnh Podolia có dân số 3.018.299, bao gồm 1.505.940 nam và 1.512.359 nữ. Phần lớn dân số coi tiếng Tiểu Nga là tiếng mẹ đẻ của họ, với một thiểu số đáng kể nói tiếng Do Thái.
| Ngôn ngữ      | Số lượng bản ngữ | Tỷ lệ  |
| ------------- | ---------------- | ------ |
| Ukraina       | 2.442.819        | 80,93  |
| Do Thái       | 369.306          | 12,24  |
| Nga           | 98.984           | 3,28   |
| Ba Lan        | 69.156           | 2,29   |
| Romania       | 26.764           | 0,89   |
| Đức           | 4.069            | 0,13   |
| Tatar         | 2.296            | 0,08   |
| Bashkir       | 1.113            | 0,04   |
| Czech         | 886              | 0,03   |
| Belarus       | 834              | 0.03   |
| Digan         | 510              | 0,02   |
| Votyak        | 254              | 0.01   |
| Pháp          | 245              | 0,01   |
| Chuvash       | 137              | 0,00   |
| Mordovia      | 136              | 0,00   |
| Latviaa       | 112              | 0,00   |
| Cheremi       | 101              | 0,00   |
| Ngôn ngữ khác | 577              | 0,02   |
| Tổng          | 3,018,299        | 100.00 |

| Giáo phái                    | Nam giới  | Nữ giới   | Tổng      | Tổng   |
| Giáo phái                    | Nam giới  | Nữ giới   | Số lượng  | Tỷ lệ  |
| ---------------------------- | --------- | --------- | --------- | ------ |
| Chính thống giáo Đông phương | 1.180.148 | 1.178.349 | 2.358.497 | 78,14  |
| Do Thái giáo                 | 179.612   | 191.000   | 370.612   | 12,28  |
| Công giáo La Mã              | 131.145   | 131.593   | 262.738   | 8,70   |
| Cựu tín đồ                   | 9.357     | 9.492     | 18.849    | 0,62   |
| Luther                       | 2.020     | 1.795     | 3.815     | 0,13   |
| Hồi giáo                     | 3.427     | 33        | 3.460     | 0,11   |
| Tông truyền Armenia          | 65        | 29        | 94        | 0,00   |
| Cải cách                     | 30        | 26        | 56        | 0,00   |
| Công giáo Armenia            | 23        | 14        | 37        | 0,00   |
| Karaite                      | 11        | 13        | 24        | 0,00   |
| Anh giáo                     | 3         | 4         | 7         | 0,00   |
| Mennonite                    | 2         | 1         | 3         | 0,00   |
| Baptist                      | 1         | 1         | 2         | 0,00   |
| Giáo phái Cơ Đốc khác        | 12        | 9         | 21        | 0,00   |
| Giáo phái phi Cơ Đốc khác    | 84        | 0         | 84        | 0,00   |
| Tổng                         | 1.505.940 | 1.512.359 | 3.018.299 | 100,00 |

Công trình tôn giáo
- Nhà thờ
  - Chính thống giáo Đông phương 1645
  - Công giáo La Mã (kosciol) 202
  - Giáo hội Luther 4
- Tu viện
  - Chính thống giáo Đông phương 7 (nam), 4 (nữ)
- Giáo đường Do Thái 89
  - Shul khác 438
- Thánh đường Hồi giáo 1